# Anthony Eden
Robert Anthony Eden, bá tước thứ nhất của Avon, là một chính trị gia bảo thủ của nước Anh, từng giữ chức thủ tướng Anh từ 1955 đến 1957.
Trong giai đoạn 1935 đến 1955, ông đã ba lần làm Ngoại trưởng Anh (ông giữ chức này suốt thế chiến thứ hai). Ông nổi tiếng là đã thẳng thắn phản đối chính sách nhân nhượng những năm 1930, cùng với vai trò lãnh đạo ngoại giao những năm 1940 và 1950 cũng như sự thất bại trong chính sách Trung Đông năm 1956 dẫn đến chấm dứt nhiệm kỳ thủ tướng của ông.

## Gia đình
Eden được sinh ra tại Windlestone Hall, hạt Durham, vào ngày 12 tháng 6 năm 1897. Ông được sinh ra trong một gia đình rất bảo thủ của những người hiền lành. Ông là con trai của Sir William Eden, Nam tước thứ 7 và 5, một cựu đại tá và quan tòa địa phương từ một gia đình có tiêu đề cũ. Sir William, một người đàn ông lập dị và thường nóng tính, là một người vẽ màu nước tài năng và là nhà sưu tập của trường phái Ấn tượng.
Mẹ của Eden, Sybil Frances Grey, là thành viên của gia đình Grey nổi tiếng của Northumberland (xem bên dưới). Cô đã muốn kết hôn với Francis Knollys, sau này là một cố vấn quan trọng của Hoàng gia. Mặc dù cô là một nhân vật nổi tiếng ở địa phương, cô có mối quan hệ căng thẳng với các con và sự hoang phí của cô đã hủy hoại vận may của gia đình. Eden của anh trai Tim đã phải bán Windlestone vào năm 1936. Rab Butler sau sẽ nói hài hước rằng Eden-a "nửa nam tước điên, người phụ nữ một nửa xinh đẹp" đẹp trai nhưng bệnh nổi nóng do con người là gì.
Ông cố của Eden là William Iremonger, người chỉ huy Trung đoàn 2 chân trong Chiến tranh bán đảo và chiến đấu dưới Wellington (khi ông trở thành) tại Vimiero. Ông cũng xuất thân từ Thống đốc Sir Robert Eden, Nam tước thứ nhất của Maryland và thông qua Gia đình Calvert của Maryland, ông được kết nối với tầng lớp quý tộc Công giáo La Mã cổ đại của gia đình Arundell và Howard. Ông cũng là hậu duệ của gia đình Schaffalitzky de Muckadell của Đan Mạch và gia đình Bie của Na Uy. Eden đã từng thích thú khi biết rằng một trong những tổ tiên của mình, như tổ tiên của Churchill, Công tước Marlborough, là người yêu của Barbara Castlemaine.
Đã có nhiều suy đoán trong nhiều năm rằng cha đẻ của Eden là chính trị gia và người đàn ông của những lá thư George Wyndham, nhưng điều này được coi là không thể vì Wyndham đã ở Nam Phi vào thời điểm thụ thai của Eden. Mẹ anh bị đồn đã ngoại tình với Wyndham. Eden có một anh trai, John, người đã bị giết trong hành động năm 1914, và một em trai, Nicholas, người đã bị giết khi tàu chiến HMS Indefatigable (1909) nổ tung và chìm trong Trận Jutland năm 1916.

## Cái chết

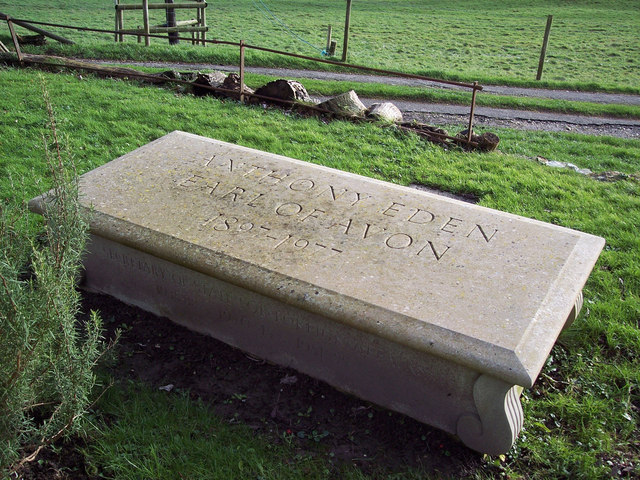
Ngôi mộ ở Alvediston

Vào tháng 12 năm 1976, Eden cảm thấy đủ khỏe để đi du lịch cùng vợ đến Hoa Kỳ để đón Giáng sinh và năm mới cùng Averell và Pamela Harriman, nhưng sau khi đến Hoa Kỳ, sức khỏe của ông đã xấu đi nhanh chóng. Thủ tướng James Callaghan đã sắp xếp cho một chiếc máy bay RAF đã ở Mỹ để chuyển hướng đến Miami, để bay về nhà Eden.